# Southeastern Grocers
 (février 2018).
Southeastern Grocers, depuis 2013, anciennement nommé Bi-Lo Holdings, est une entreprise américaine de la grande distribution, présente dans le sud-est des États-Unis.

## Histoire
En décembre 2011, Bi-Lo acquiert Winn-Dixie pour 530 millions de dollars, créant un nouvel ensemble comptant environ 700 magasins et 63 000 employés.
En mai 2013, Bi-Lo acquiert les marques Sweetbay, Reid’s et Harveys à Delhaize pour 265 millions de dollars.
En février 2018, Southeastern Grocers annonce sa volonté de se placer sous le chapitre américain de protection contre la faillite, ainsi que la fermeture d'au moins 100 magasins.